# Aleksiej Kobielew
Aleksiej Aleksandrowicz Kobielew (ros. Алексей Александрович Кобелев, ur. 27 lipca 1971 w Iżewsku) – rosyjski biathlonista, czterokrotny medalista mistrzostw świata.

## Kariera
Pierwszy sukces w karierze osiągnął w 1990 roku, kiedy jako reprezentant ZSRR na mistrzostwach świata juniorów w Sodankylä zdobył złoty medal w sztafecie. W zawodach Pucharu Świata zadebiutował 21 grudnia 1991 roku w Hochfilzen, gdzie zajął 33. miejsce w sprincie. Pierwsze punkty (do sezonu 2000/2001 punkty zdobywało 25. najlepszych zawodników) zdobył 17 grudnia 1992 roku w Pokljuce, zajmując 10. miejsce w biegu indywidualnym. Na podium zawodów tego cyklu po raz pierwszy stanął 10 grudnia 1994 roku w Bad Gastein, kończąc rywalizację w sprincie na trzeciej pozycji. W zawodach tych wyprzedzili go tylko dwaj Norwegowie: Jon Åge Tyldum i Ole Einar Bjørndalen. W kolejnych startach jeszcze trzy razy stawał na podium: 21 stycznia 1995 roku w Oberhofie wygrał sprint, 11 grudnia 1997 roku Östersund był drugi w biegu indywidualnym, a dwa dni później w tej samej miejscowości ponownie wygrał sprint. Najlepsze wyniki osiągnął w sezonie 1995/1996, kiedy zajął dziesiąte miejsce w klasyfikacji generalnej.
Na mistrzostwach świata w Borowcu w 1993 roku wspólnie z Walerijem Kirijenko, Siergiejem Łożkinem i Siergiejem Czepikowem zajął drugie miejsce w biegu drużynowym. Wynik ten powtórzył razem z Kirijenko, Władimirem Draczowem i Siergiejem Tarasowem podczas mistrzostw świata w Canmore w 1994 roku. Na rozgrywanych dwa lata później mistrzostwach świata w Ruhpolding reprezentacja Rosji w składzie: Wiktor Majgurow, Władimir Draczow, Siergiej Tarasow i Aleksiej Kobielew zdobyła pierwszy złoty medal dla Rosji w sztafecie. Ponadto podczas mistrzostw świata w Pokljuce/Hochfilzen w 1998 roku razem z Draczowem, Majgurowem i Siergiejem Rożkowem zajął trzecie miejsce w biegu drużynowym.
Brał również udział w igrzyskach olimpijskich w Nagano w 1998 roku, gdzie w swoim jedynym starcie zajął 56. miejsce w sprincie. Zdobył także złoty medal w sztafecie na mistrzostwach Europy w Ridnaun w 1996 roku i brązowy w tej samej konkurencji podczas mistrzostw Europy w Iżewsku trzy lata później.

## Osiągnięcia

### Igrzyska olimpijskie
| Rok  | Miejscowość | Konkurencje | Konkurencje | Konkurencje | Konkurencje | Konkurencje | Konkurencje | Konkurencje |
| Rok  | Miejscowość | IN          | SP          | PU          | MS          | RL          | MR          | SR          |
| ---- | ----------- | ----------- | ----------- | ----------- | ----------- | ----------- | ----------- | ----------- |
| 1998 | Nagano      | –           | 56.         | nd.         | nd.         | –           | nd.         | –           |

### Mistrzostwa świata
| Rok  | Miejscowość         | Konkurencje | Konkurencje | Konkurencje | Konkurencje | Konkurencje | Konkurencje | Konkurencje |
| Rok  | Miejscowość         | IN          | SP          | PU          | MS          | RL          | MR          | SR          |
| ---- | ------------------- | ----------- | ----------- | ----------- | ----------- | ----------- | ----------- | ----------- |
| 1993 | Borowec             | 15.         | –           | nd.         | nd.         | –           | nd.         | –           |
| 1994 | Canmore             | nd.         | nd.         | nd.         | nd.         | nd.         | nd.         | –           |
| 1995 | Anterselva          | –           | 49.         | nd.         | nd.         | 8.          | nd.         | –           |
| 1996 | Ruhpolding          | 5.          | 10.         | nd.         | nd.         | 1.          | nd.         | –           |
| 1998 | Pokljuka/Hochfilzen | nd.         | nd.         | –           | nd.         | nd.         | nd.         | –           |

### Puchar Świata

#### Miejsca w klasyfikacji generalnej
| Sezon     | Miejsce |
| --------- | ------- |
| 1991/1992 | -       |
| 1992/1993 | 18.     |
| 1993/1994 | 41.     |
| 1994/1995 | 20.     |
| 1995/1996 | 10.     |
| 1996/1997 | 26.     |
| 1997/1998 | 20.     |
| 1998/1999 | -       |
| 2000/2001 | 48.     |

#### Miejsca na podium chronologicznie
| Lp. | Dzień       | Rok  | Miejscowość | Konkurencja                | Lokata | Pudła   | Czas biegu | Strata | Zwycięzca        |
| --- | ----------- | ---- | ----------- | -------------------------- | ------ | ------- | ---------- | ------ | ---------------- |
| 1.  | 10 grudnia  | 1994 | Bad Gastein | Sprint na 10 km            | 3.     | 1+2     | 30:01,8    | +48,8  | Jon Åge Tyldum   |
| 2.  | 21 stycznia | 1995 | Oberhof     | Sprint na 10 km            | 1.     | 0+2     | 26:29,1    | –      | –                |
| 3.  | 11 grudnia  | 1997 | Östersund   | Bieg indywidualny na 20 km | 2.     | 0+1+0+1 | 49:19,0    | +8,7   | Sylfest Glimsdal |
| 4.  | 13 grudnia  | 1997 | Östersund   | Sprint na 10 km            | 1.     | 0+0     | 24:14,1    | –      | –                |